# Alban von Mainz

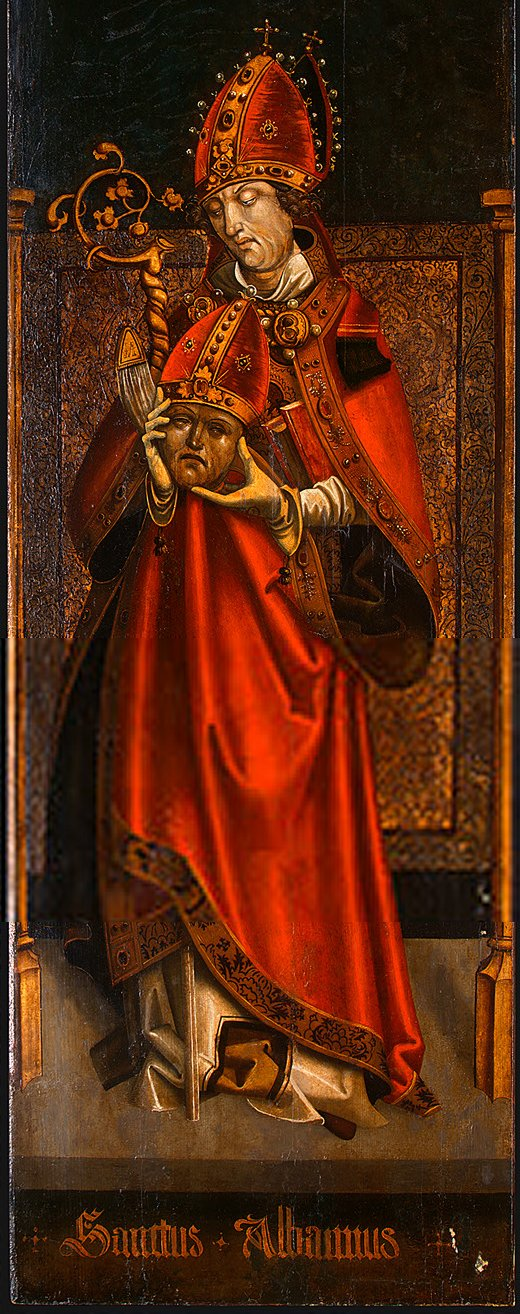
Alban von Mainz, Phantasiedarstellung aus dem 16. Jh.

Der heilige Alban von Mainz, lat. Albanus Mogontiacensis (* in Italien oder auf Naxos in Griechenland; † um das Jahr 406 in Mainz) war ein Priester, Missionar und Märtyrer. Seine Lebensdaten sind sehr unsicher, aber seine Existenz gilt allgemein als gesichert.
Durch Rabanus Maurus ist in dessen Martyrologium überliefert, dass Alban zur Zeit des Kaisers Theodosius I. von Ambrosius zusammen mit seinen beiden Begleitern Theonest und Ursus zur Mission nach Gallien ausgesandt worden sei. In Mainz wäre durch sie der abgesetzte Bischof Aureus wieder eingesetzt worden, der jedoch wenig später bei einem Angriff der Vandalen auf die Stadt im Jahre 406 erschlagen worden sei (→ Rheinübergang von 406). Während des gleichen Angriffs sei Alban beim Gebet überrascht, ergriffen und enthauptet worden.
Bei Ausgrabungen im Süden der Stadt Mainz fand man auf einem Friedhof aus spätrömischer Zeit ein Grab, das man ihm zuordnet.
Karl der Große erbaute ihm und seiner 794 verstorbenen dritten Gemahlin Fastrada zu Ehren das zur Ruhestätte bestimmte Albanskloster auf der Albanschanze bei Mainz, in der lange Zeit die Bischöfe der Stadt Mainz beigesetzt wurden.
Seit dem 11. Jahrhundert werden Reliquien des hl. Alban in Namur in der Kathedrale Saint-Aubain verehrt. 1083 wurde das Kloster St. Alban in Basel gegründet, welches 1529 in Folge der Reformation aufgehoben wurde. 1923 wurde im Dießener Ortsteil St. Alban das Kloster St. Alban gegründet. 2017 widmete die Erzdiözese Freiburg das vormals nach Alban Stolz benannte Freiburger Studentenwohnheim Alban von Mainz.

## Legende
Der Legende nach habe er seinen abgeschlagenen Kopf an die Stelle gebracht, an der er beigesetzt werden wollte. Dies führte ihn bis nach dem späteren Sankt Alban beim oberbayerischen Hörgertshausen, wo ihm inmitten der Hallertau eine große Wallfahrtskirche errichtet wurde.
Er gehört somit zu den Cephalophoren (altgriechisch κέφαλοφόρος „Kopfträger“), die im Allgemeinen mit ihrem abgetrennten Kopf in den Händen als ikonografisches Heiligenattribut dargestellt werden.

## Gedenktag
In der katholischen Kirche ist sein Gedenktag der 21. Juni.

## Schutzpatron
Alban von Mainz ist der Schutzpatron
- von Mainz
- der Bauern
- gegen Unwetter
- Hals- und Kopfschmerzen
- Pest
- Epilepsie
- Harnwegserkrankungen

Neben Mainz erfährt er auch in Ober- und Niederbayern größte Verehrung.

## Ikonografie

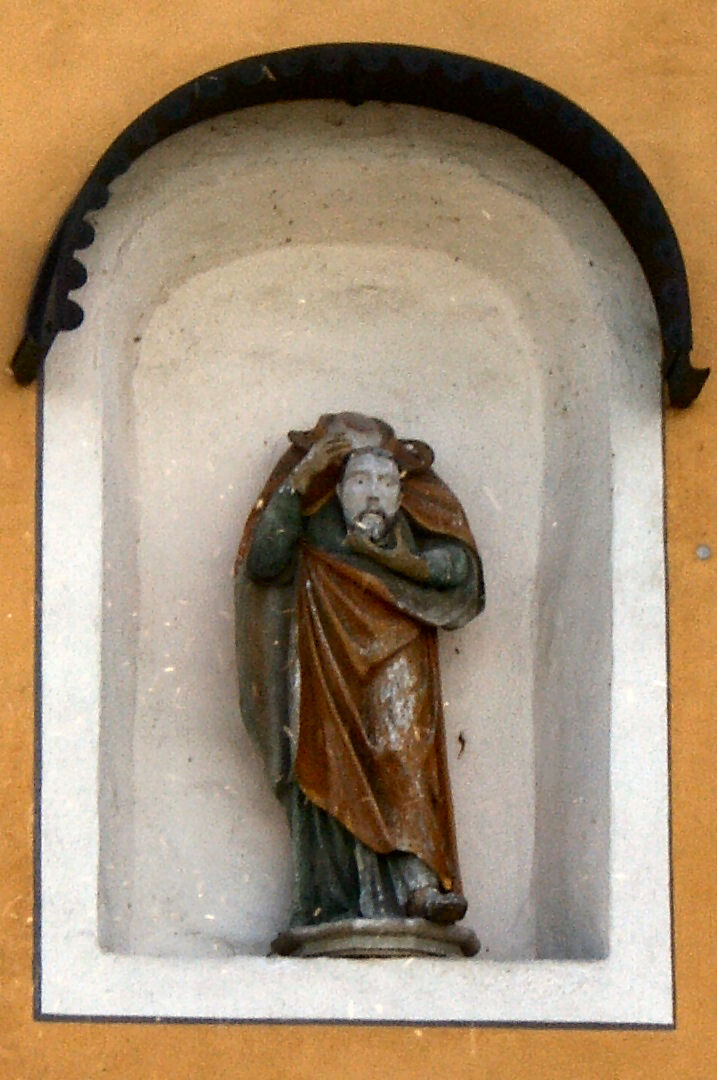
St. Alban bei Dießen am Ammersee

In der Ikonografie wird der Heilige Alban von Mainz mit einem Schwert und dem Haupt in seinen Händen als Attribute dargestellt.
Aufgrund der Ähnlichkeit seines Todes und der Namensgleichheit wird er häufig mit dem Heiligen Alban von England verwechselt. So ist z. B. auf dem Wappen von Matrei in Osttirol Alban von England abgebildet, obwohl eigentlich Alban von Mainz der Ortspatron ist.
Der Heilige Alban von Mainz ist im Wappen der Großen Kreisstadt Schkeuditz und das Schwert in der Gemeinde Hörgertshausen dargestellt.